# Louise Lindfors
Louise Lindfors, född 15 september 1973, är en svensk författare och feminist. Hon är sedan 2013 ordförande för Fredrika Bremer-förbundet och är sedan september 2017 generalsekreterare för välgörenhetsorganisationen Afrikagrupperna, en tjänst hon valdes till i maj samma år.
Hon utexaminerades från Kulturvetarlinjen på Stockholms universitet och har tidigare verkat hos Sveriges Radio, SVT och bokförlaget Natur & Kultur.
Den 20 september 2017 gav hon tillsammans med medförfattarna Gottfried Grafström, Gabriel Romanus och Cecilia Zadig ut boken Gränslöst knivskarp : en bok om Eva Moberg.
I september 2020 är hon en av deltagarna på Bokmässan.